# Sherpa (yacht)
M/Y Sherpa är en superyacht tillverkad av Feadship i Nederländerna. Hon levererades 2018 till sin ägare Sir Jim Ratcliffe, en brittisk affärsman. Sherpa designades helt av Redman Whiteley Dixon. Motoryachten är 73,6 meter lång och har en kapacitet upp till 13 passagerare fördelat på sju hytter. Den har en besättning på 22 besättningsmän.